# She’s Out of My Life
A She’s Out of My Life Michael Jackson amerikai énekes negyedik kislemeze az áttörést meghozó ötödik szólóalbumáról, az Off the Wallról. Tom Bahler szerezte, elterjedt vélekedés szerint arról, amikor Karen Carpenter szakított vele, miután megtudta, hogy Bahlernek gyereke van egy másik nőtől, Bahler azonban kijelentette, hogy a dalt már a Karennel kezdődő kapcsolata előtt megírta. „A dal inkább szól Rhonda Riveráról… Rhonda és én két évig jártunk, miután szakítottunk, Karennel kezdtem járni.” A dalt többen feldolgozták Jacksonon kívül, köztük Patti LaBelle, Ginuwine, a 98 Degrees, Jon Lee, Barbara Mandrell, Nina, Willie Nelson, Josh Groban és Karel Grott.
Ezzel a dallal Jackson lett az első szólóénekes, akinek egy albumról négy top 10 kislemeze lett az amerikai Billboard slágerlistán. Míg az album előző három kislemeze gyorsabb tempójú, funk/diszkó stílusú, a She’s Out of My Life érzelmes ballada. Kritikusok szerint Jackson éneke ebben a dalban az egyik legjobb.

## Felvételek és fogadtatása
Jackson azt írta Moonwalk című könyvében, hogy a dal arról szól, hogy a korlátok, amik elválasztják másoktól, látszólag könnyen leküzdhetőek, mégse éri el miattuk, amire igazán vágyik. Azt mondta, azért sírta el magát adalban, mert hagyta, hogy túl sok minden felgyülemljen benne, főként azt juttatta eszébe a dal, hogy „bizonyos értelemben annyira gazdag vagyok, de oly kevés jutott nekem őszinte örömmel teli pillanatokból”. Nyugtalanította, hogy ezek az érzések napvilágra kerülnek a dalban, de úgy érezte, hogy ha tudja, hogy a dal megérint másokat, akkor ő is kevésbé lesz magányos. Azt is elmondta, hogy az Off the Wall készítése „életem egyik legnehezebb időszaka volt… nagyon kevés közeli barátom volt akkoriban, elszigeteltnek éreztem magam.” Elmondta, hogy gyakran sétált a környéken és remélte, hogy találkozik olyanokkal, akik nem ismerik fel, akik a barátai lehetnek, mert nem a sztárt látják benne.
Quincy Jones producer azt akarta, Jackson felnőttesebb témájú dalokat is rögzítsen, és érezni lehessen teljes hangterjedelmét, ezért hívta fel az énekes figyelmét a dalra, melyet eredetileg Frank Sinatrának szánt.
A dal vége felé Jackson elsírja magát. Ez az érzelmes előadásmód rendkívül kedvező fogadtatásban részesült. Jackson a felvételek során megpróbálta sírás nélkül is elénekelni a dalt, de nem sikerült; a producer, Quincy Jones végül úgy döntött, így jó a felvétel. „A She’s Out of My Life-ot vagy három évig hordoztam magamban. Érezni lehet benne a fájdalmat. Végül valami azt súgta, eljött a megfelelő pillanat, hogy odaadjam Michaelnek. Amikor felvettük, tudtam, hogy ez olyan élmény, amiről eddig nem is gondolta, hogy énekelni fog, mert igen érett érzés. Minden felvételnél elsírta magát. 8-szor vagy 11-szer próbáltuk, nem is tudom, és a legvégén mindig sírt, és azt mondtam: 'tudod, mit, ennek benne kell lennie, hagyjuk benne.'” — Quincy Jones, Off the Wall 2001 Special Edition, Quincy Jones Interview 3
A dal a 10. helyig jutott az amerikai Billboard Hot 100 slágerlistán. Az Egyesült Királyságban még sikeresebb lett, a 3. helyig jutott, ameddig az album első kislemeze, a Don’t Stop ‘til You Get Enough is.

## Videóklip
A dal videóklipjében Jackson kékeszöld ingben, sötét nadrágban ül egy bárszéken, és spotlámpa világítja meg, miközben énekel. A klipet Bruce Gowers rendezte, aki a hasonló stílusú Rock with You videóklipet is. A klip egyike Jackson legritkábban játszott klipjeinek. A Michael Jackson’s Vision DVD box set az első DVD-kiadvány, amire felkerült.

## Számlista
7" kislemez (Egyesült Királyság)
1. She’s Out of My Life – 3:38
2. Push Me Away (a The Jacksonsszal)

7" kislemez (USA)
1. She’s Out of My Life – 3:38
2. Get on the Floor – 4:57

Kiadatlan DualDisc lemez, 2003
CD oldal
1. She’s Out of My Life
2. Girlfriend

DVD oldal
1. Shevs Out of My Life (videóklip) - 3:34
2. Rock With You (videóklip) - 3:21
3. Don’t Stop ‘til You Get Enough (videóklip) - 4:11

## Közreműködők
- Zeneszerző és szövegíró: Tom Bahler
- Producer: Michael Jackson & Quincy Jones
- Ének és vokálok: Michael Jackson
- Basszusgitár: Louis Johnson
- Gitár: Larry Carlton
- Elektromos zongora: Greg Phillinganes
- Húros hangszerek: Johnny Mandel

## Helyezések
| Slágerlista (1980)     | Legmagasabb helyezés |
| ---------------------- | -------------------- |
| Ausztrál kislemezlista | 17                   |
| Brit kislemezlista     | 3                    |
| Holland kislemezlista  | 19                   |
| Ír kislemezlista       | 4                    |
| Kanadai kislemezlista  | 10                   |
| USA Billboard Hot 100  | 10                   |
| USA Hot R&B Singles    | 43                   |
| Slágerlista (2009)     | Legmagasabb helyezés |
| Brit kislemezlista     | 88                   |

## Feldolgozások
- Johnny Duncan és Janie Fricke duettváltozata 1980-ban bekerült a top 20-ba a Billboard Hot Country Singles slágerlistáján.
- Shirley Bassey He’s Out of My Life címmel dolgozta fel All by Myself című albumán 1982-ben.
- Willie Nelson feldolgozta City of New Orleans című albumán 1984-ben.
- Michael Pedicin Jr. dzsessz stílusban dolgozta fel City Song című albumán 1987-ben.
- Elaine Paige feldolgozta He’s Out of My Life címmel Love Can Do That című albumán, 1991-ben. Szerepel 1997-ben megjelent, From a Distance című válogatásalbumán is.
- A 98 Degrees acapella változatban feldolgozta 98 Degrees and Rising című albumukon 1998-ban.
- Ginuwine feldolgozta 100% Ginuwine című albumán 1999-ben.
- Az S Club 7 előadta a dalt S Club Party Live turnéján 2001-ben.
- Josh Groban feldolgozta Closer című albumán (bónuszdalként) 2003-ban.
- Patti LaBelle is feldolgozta (He’s Out of My Life címmel) Classic Moments című, 2005-ben megjelent albumán.
- Nina ázsiai soulénekes feldolgozta Renditions of the Soul című albumán 2009-ben.